# Поликевич, Антон Иосифович
Антон Иосифович Поликевич (1887 — 1964) — советский грузинский кинооператор. Заслуженный деятель искусств Грузинской ССР (1945).

## Творчество
Работал на Тбилисской киностудии с режиссёрами Ф. Гегели, С. В. Долидзе, Д. Е. Рондели, М. Э. Чиаурели и др.
Снял фильмы:
- «Тайна маяка» (1925),
- «Кошмары прошлого» (1925),
- «Ценою тысяч» (1925),
- «Девятый вал» (1926),
- «Княжна Мери» (1926),
- «Бэла» (1927),
- «Закон гор» (1927),
- «Первая и последняя» (1927),
- «Убежище облаков» (1928),
- «Саба» (1929),
- «Моя бабушка» (1929),
- «Развод» (1930),
- «Хабарда!» (1931),
- «Настоящий кавказец» (1931),
- «Шакир» (1932),
- «Последний маскарад» (1934),
- «Золотистая долина» (1937),
- «Великое зарево» (1938),
- «В чёрных горах» (короткометражный, 1941),
- «Форпост» (короткометражный, 1941),
- «Огни Колхиды» (1941),
- «Щит Джургая» (1944, совместно с К. А. Кузнецовым) и др.